# Castell de Sherborne
Sherborne Castle, també dita Sherborne Lodge és una residència senyorial, construïda primer com a palau bisbal fortificat i més tard reconstruïda com a mansió d'estil Tudor, propietat dels barons de Digby. Està en un entorn natural del municipi anglès de Sherborne del comtat de Dorset, al Regne Unit.

## L'antic castell
Al segle xii el bisbe de Salisbury, Roger de Caen va decidir fer-se un palau fortificat a la ciutat de Sherborne, que es va conèixer amb el nom de Sherborne Castle. Després de morir aquest propietari l'edifici va ser patrimoni del bisbat.
Sir Walter Raleigh, quan anava de pas cap a Plymouth, va veure el castell i li va agradar; llavors la reina Elisabet I d'Anglaterra li va regalar el 1592. En lloc de gastar-se els diners en reparacions, Raleigh va fer construir una zona nova afegida a l'antiga, el Sherborne Lodge, que havia de ser apte per a rebre visites de luxe. Aquesta nova construcció era un conjunt rectangular de quatre pisos d'alçada que no va estar acabat fins al 1594. Tenia quatre torres poligonals, un a cada cantó, com si hagués de servir tant per finalitats defensives com per a residència noble. L'entrada estava dissimulada en una de les torres per no trencar la simetria de la façana, que tenia una porxada central.
El 1617, durant l'empresonament de Raleigh a la Torre de Londres, el rei Jaume I va traspassar la propietat a sir John Digby, comte de Bristol. En els següents anys, per tal de fer una residència fixa de la família Digby, el comte va odenar la construcció de quatre ales, mantenint l'estil original.

## El castell nou
En esclatar la guerra civil el castell va ser atacat i destruït pel general Thomas Fairfax, que comandava les forces del parlament, el 1645. En algun moment es va reconstruir la residència. A mitjan segle xviii, el baró William Digby, a petició dels seus hereus i del poeta Alexander Pope, va obrir
els jardins i el llac artificial, creat el 1753 pel paisatgista Capability Brown, per separar el castell vell del nou.
En la primera guerra mundial, el castell va ser emprat com a hospital de la Creu Roja i en la Segona Guerra Mundial va allotjar l'oficina dels comandaments que van preparar les maniobres del dia D.
El castell nou encara està habitat però s'obre a les visites els dissabtes i es pot llogar les habitacions com si fos un hotel. Els jardins també estan oberts al públic i estan catalogats en el Registre de Parcs Històrics com a patrimoni nacional de grau I. De vegades es lloga per celebrar-hi esdeveniments, concerts o focs artificials. El castell vell va ser cedit a l'estat britànic.